# 秦团庄乡
秦团庄乡，是中华人民共和国甘肃省庆阳市环县下辖的一个乡镇级行政单位。

## 行政区划
秦团庄乡下辖以下地区：
白原畔村、大天子村、贾原村、南掌堡子村、秦团庄村、王团庄村、新集村和新峁村。